# Torrent de Font Solana
El torrent de Font Solana és un torrent de l'Anoia que desemboca al torrent de Buimira.